# سفاجا

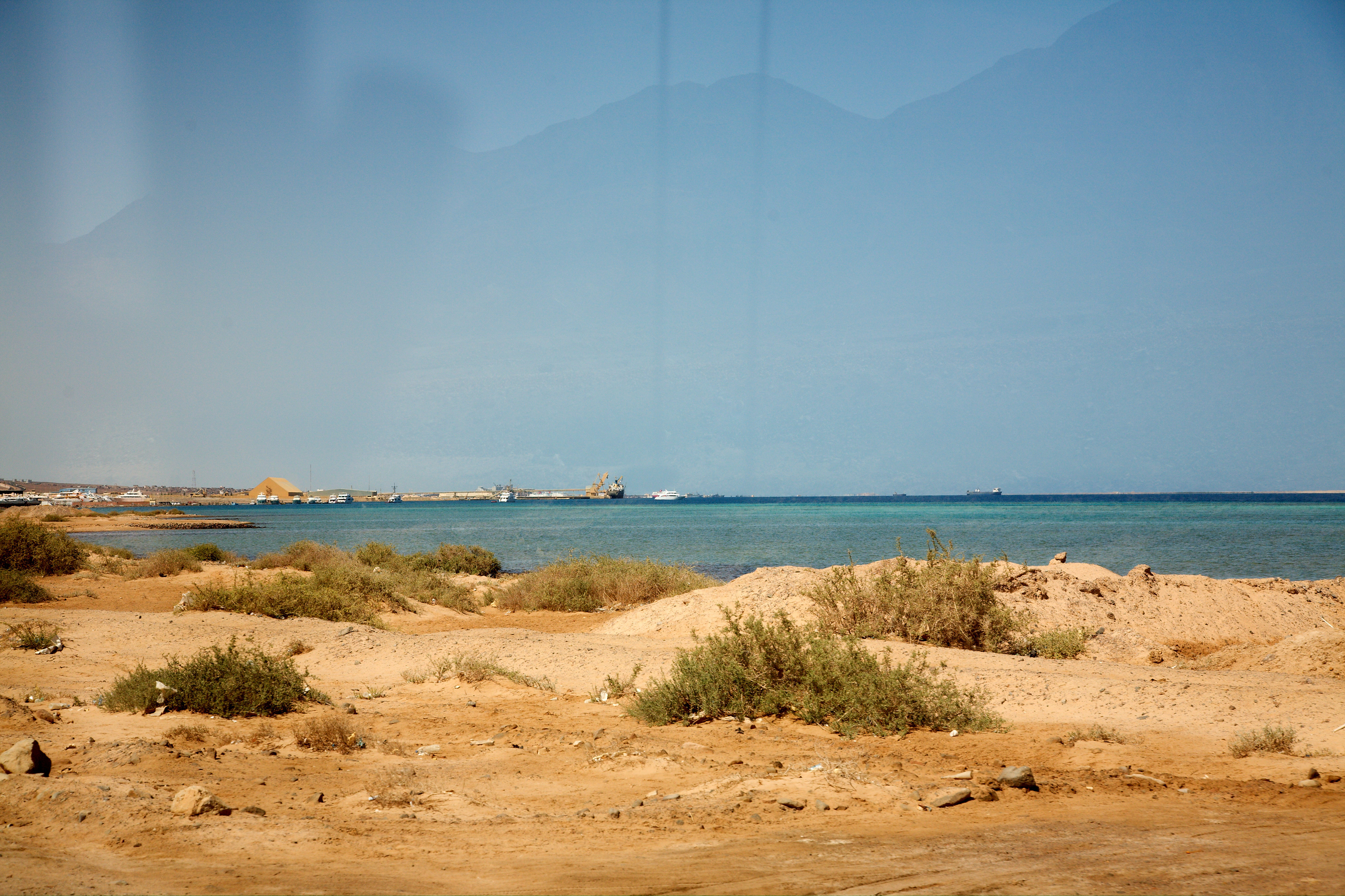
نمایی از سفاجا در سال ۲۰۰۸

سفاجا نام شهر و شهرستانی در استان بحر الاحمر کشور مصر است. 